# Tymień (województwo kujawsko-pomorskie)
Tymień (niem. Tymingen) – wieś w Polsce, położona w województwie kujawsko-pomorskim, w powiecie włocławskim, w gminie Izbica Kujawska.
W latach 1975–1998 miejscowość położona była w województwie włocławskim. Według Narodowego Spisu Powszechnego (III 2011 r.) liczyła 61 mieszkańców. Jest 29. co do wielkości miejscowością gminy Izbica Kujawska.

## Historia
Pierwotnie miejscowość nazywała się Tymin. Wieś wchodziła w skład dóbr Izbica i została założona przez osadników niemieckich w 1771 roku. Około roku 1779 powstał cmentarz ewangelicki i ewangelicki dom modlitwy.